# 艾恩斯克里克鎮區 (阿肯色州耶爾縣)
艾恩斯克里克鎮區（英語：Ions Creek Township）是位於美國阿肯色州耶爾縣的一個行政鎮區。

## 地方資料
艾恩斯克里克鎮區的面積為308.32平方千米，當中陸地面積為308.32平方千米，而水域面積為0.00平方千米。根據2010年美國人口普查的數據，當地共有人口88人，而人口密度為每平方千米0.29人。